# Charlie Senior
Charlie Senior (født 2001) er en engelsk-australsk bokser.
Han repræsenterede Australien ved sommer-OL 2024 i Paris, hvor han vandt bronze i fjervægt.